# Parafia Najświętszego Serca Pana Jezusa w Ząbkowicach Śląskich
Parafia Najświętszego Serca Pana Jezusa w Ząbkowicach Śląskich znajduje się w dekanacie ząbkowickim północnym w diecezji świdnickiej. Była erygowana w 1940 r., prowadzona przez pallotynów, jej proboszczem jest ks.  Tomasz Reszka  SAC.

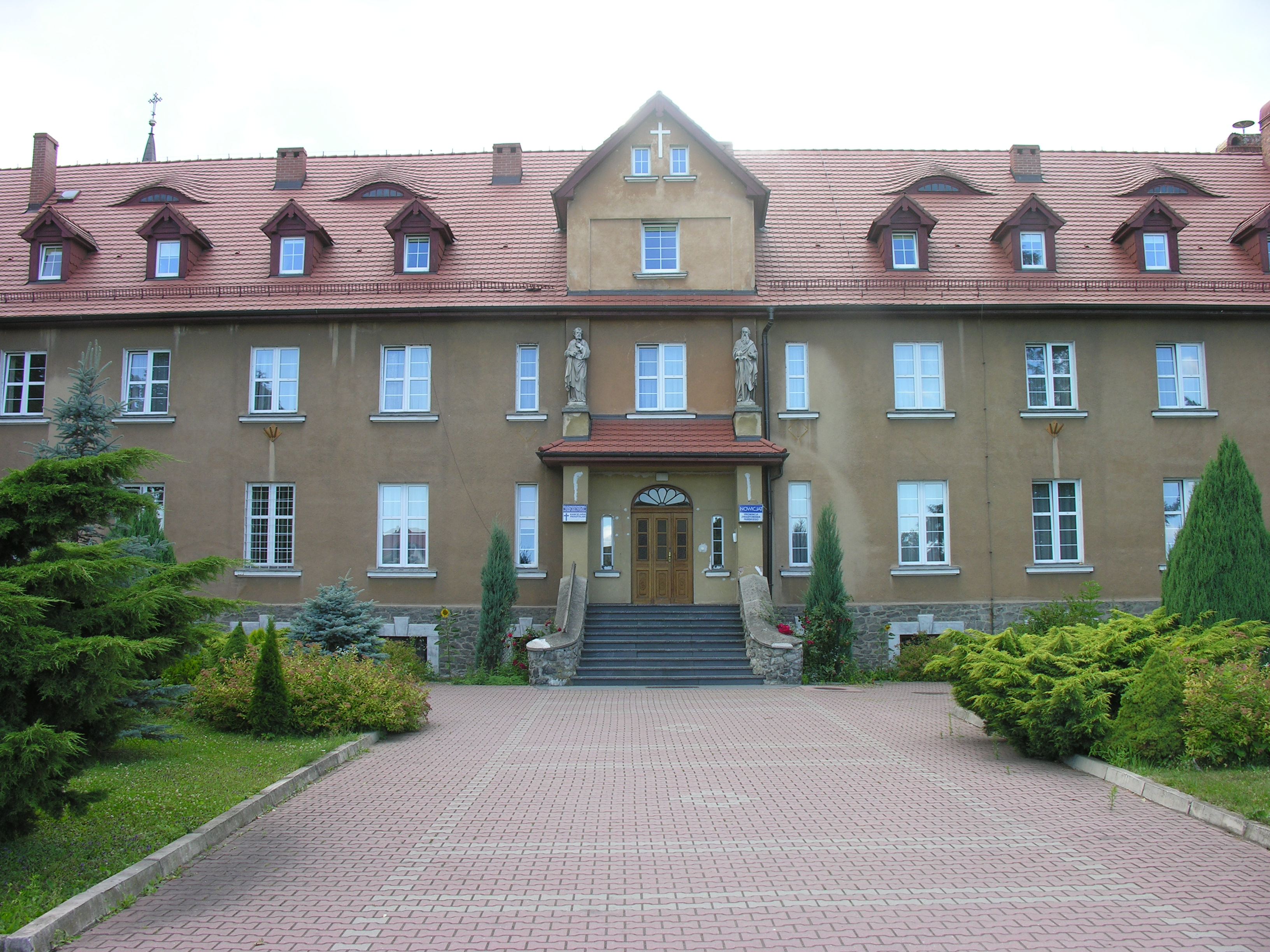
Klasztor Pallotynów

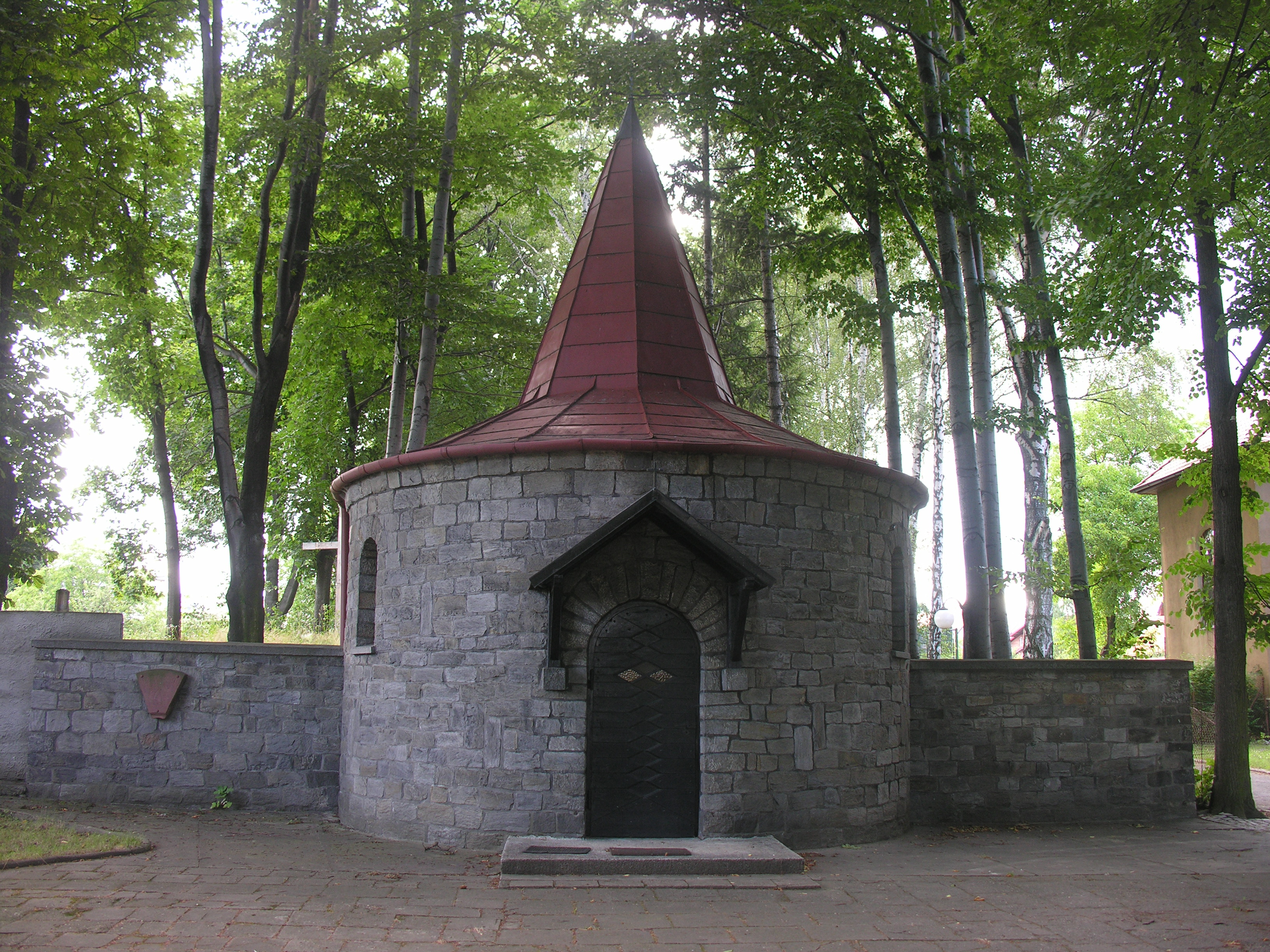
Kaplica Szensztacka przy kościele